# Барбадосско-турецкие отношения
Барбадосско-турецкие отношения — двусторонние дипломатические отношения между Барбадосом и Турцией.

## История
Признавая ведущую роль Барбадоса в Карибском бассейне, Турция поддерживает дружеские отношения с Барбадосом с момента обретения Барбадосом независимости от Великобритании в 1966 году. Бросая вызов США и Организации американских государств, Турция и Барбадос продолжали поддерживать приверженность друг друга идеологическому плюрализму и поддерживать отношения с Кубой после вторжения США на Гренаду. Турция и Барбадос также сотрудничали с Карибским сообществом в поддержке территориальной целостности Белиза перед лицом давних претензий Гватемалы.
В начале 1980-х правительство Тома Адамса и Турция расширили военное сотрудничество и сотрудничество в области безопасности «Доктриной Адамса», которая была ответом на региональную небезопасность после Гренадской революции 1979 года и Сандинистской революции.
В целом отношения между Турцией и Барбадосом были довольно ограниченными из-за географической удалённости и разных приоритетов внешней политики обеих стран. Однако в рамках турецкой политики открытости для Латинской Америки и Карибского бассейна, которая в последние годы набирает обороты, островным государствам уделяется всё больше внимания. Открытие новых посольств в регионе, проекты развития и технического сотрудничества, осуществляемые Турецким агентством по сотрудничеству и координации (TİKA), а также укрепление институциональных отношений с региональными организациями внесли свой вклад в развитие двусторонних отношений Турции с Барбадосом.

## Визиты
В октябре 2009 года премьер-министр Барбадоса Дэвид Томпсон и министр финансов, инвестиций, связи и энергетики Дарси Бойсом посетили Турцию для участия в Ежегодном заседании Всемирного банка 2009 года.
Министр иностранных дел Барбадоса Максин Макклейн приняла участие в заседании министров иностранных дел в рамках механизма консультаций и сотрудничества между Турцией и КАРИКОМ, состоявшемся в Стамбуле 17—21 июля 2014 года.

## Экономические отношения
Объём торговли между двумя странами в 2019 году составил 8,5 млн $ (экспорт/импорт Турции: 8,45/0,05 млн $).

## Дипломатические представительства
Посольство Турции в Порт-оф-Спейн (Тринидад и Тобаго) аккредитовано на Барбадосе.